# Ануанурунга

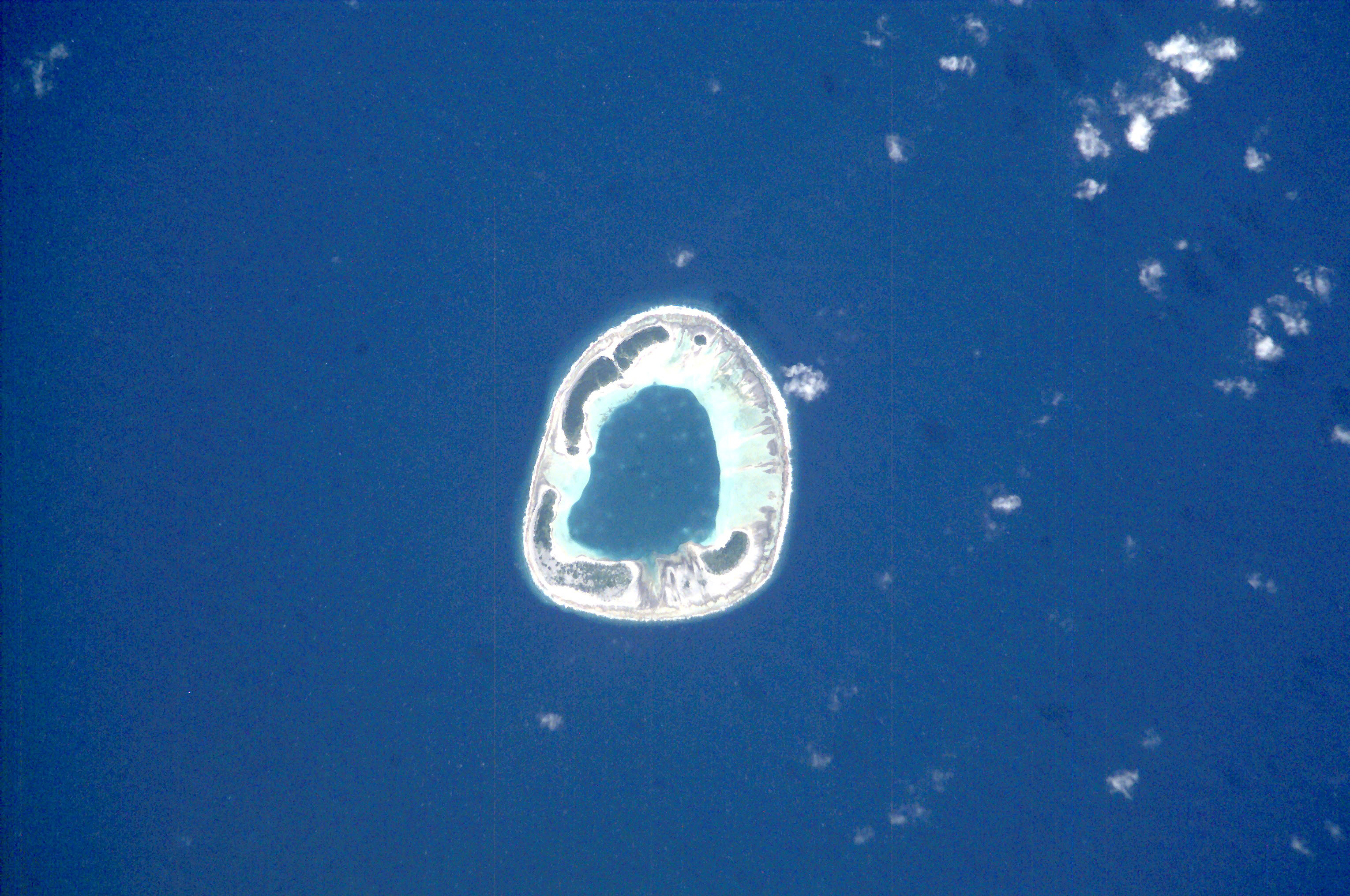
Космический снимок атолла.

Ануанурунга (фр. Anuanurunga) — атолл в архипелаге Туамоту (Французская Полинезия) в группе островов Дьюк-оф-Глостер.  Расположен в 30 км к северо-западу от атолла Ануанураро и в 23 км к юго-востоку от атолла Нукутепипи.

## География
Атолл имеет круглую форму и состоит из нескольких моту. В центре располагается небольшая лагуна.

## История
Ануанурунга был открыт в 1767 году английским путешественником Филиппом Картеретом.

## Население
В 2007 году атолл был необитаем. Время от времени Ануанурунга посещают жители других островов.

## Административное деление
Административно входит в состав коммуны Хао.